# ブロックバスター (医薬品)
ブロックバスター (Blockbuster drug) とは、医薬品産業において使用される用語で、従来の治療体系を覆す薬効を持ち、他を圧倒するシェアや全く新しい市場の開拓、莫大な売り上げにより開発費を回収する以上の利益を生み出す新薬を指す言葉。主に世界最大の医薬品市場であるアメリカ合衆国において繁用されてきた言葉であり、アメリカの製薬企業がブロックバスターを開発することに力を注いできた背景がある。
副作用の隠蔽、論文のゴーストライティングといった問題も同時に語られてきた。

## 定義
統一的な定義が存在するわけではないが、1剤で年商10億ドル(約1000億円)を超える新薬に対して用いられることが多く、欧州委員会でもこの立場を取っている。ボストン・コンサルティング・グループでは、ピーク時の世界での年間売上げ高が5億ドル以上の医薬品をブロックバスターと呼ぶと定義している。
潤沢な研究開発費と技術革新の進歩も伴って、年商10億ドルを超える新薬は1990年代以降に急増。それに伴う莫大な売上と利益を生み出したことによって、世界の医薬品市場は黄金時代を迎え、有力な商品群と研究ネットワークを持つ製薬会社はメガファーマ（Mega Phama）と呼ばれるようになった。創薬に特化した創薬ベンチャーもナスダックをはじめとする新興の株式市場やベンチャーキャピタル・投資ファンドからの出資による資金調達により、開発資金を以前より集めやすくなった。

## 代表的薬剤
世界の大型医薬品売上高トップ10の薬剤（2018年度）は以下のとおり。データはIQVIA社の発表に基づく。なお販売名は、日本で上市されている商標名に書き換えてある。
- アダリムマブ（ヒュミラ - 関節リウマチ薬） … 254.8億ドル
- インスリン・グラルギン（ランタス - 糖尿病治療薬） … 104.1億ドル
- エタネルセプト（エンブレル - 関節リウマチ/乾癬薬） … 101.8億ドル
- アピキサバン（エリキュース - 抗凝固薬） … 101.2億ドル
- リバーロキサバン（イグザレルト - 抗凝固薬） … 91.7億ドル
- インフリキシマブ（レミケード - 関節リウマチ/クローン病薬） … 77.6億ドル
- ニボルマブ（オプジーボ - 抗がん剤・免疫チェックポイント阻害剤） … 75.4億ドル
- インスリンアナログ（ノボラピッド - 糖尿病治療薬） … 73.5億ドル
- ペムブロリズマブ（キイトルーダ - 抗がん剤・免疫チェックポイント阻害剤） … 72.1億ドル
- シタグリプチン（ジャヌビア - 糖尿病治療薬・DPP-4阻害薬） … 47億ドル

これら以外で、年商10億ドルを超える新薬の数は100を超える。ブロックバスターには、一種のトレンド（売れ筋の薬効群）があり、高脂血症治療薬、高血圧治療薬が過去には上位を占めていたこともあったが、医薬品は特許期間が切れると、一気に後発医薬品が発売され、新薬の売上げが大幅に減少するため、5～10年単位で薬効群は大きく変化する。近年は抗がん剤や抗リウマチ薬として用いられる、バイオ医薬品（抗体医薬）が主流となりつつある。
なお、日本の製薬企業が創出したブロックバスターとしては、武田薬品工業のアクトス（ピオグリタゾン … 糖尿病薬）やブロプレス（カンデサルタン シレキセチル … 降圧剤）、藤沢薬品工業（現・アステラス製薬）のプログラフ（タクロリムス … 免疫抑制剤）、塩野義製薬のクレストール（ロスバスタチン … 高脂血症薬））、エーザイのアリセプト（ドネペジル … アルツハイマー型認知症薬）、大塚製薬のエビリファイ（アリピプラゾール … 非定型抗精神病薬）、小野薬品工業のオプジーボ（ニボルマブ … がん免疫療法薬）、大日本住友製薬のラツーダ（ルラシドン…統合失調症、双極性障害）などがある。そのさきがけとしては、田辺製薬（現・田辺三菱製薬）のヘルベッサー（ジルチアゼム … カルシウム拮抗薬）や、三共（現・第一三共）のメバロチン（プラバスタチン … 高脂血症薬）が挙げられる。
日本の製薬会社が発明したブロックバスターは、かつてリピトールや、メバロチン、リポバス、ローコール、クレストールなどのHMG-CoA還元酵素阻害薬の基となったスタチン、ディオバンや、ブロプレス、ニューロタンなどのアンジオテンシンII受容体拮抗薬。そして、開発者の本庶佑が2018年のノーベル生理学医学賞を受賞した、免疫チェックポイント阻害剤のオプジーボが挙げられる。

## 量産の背景
ブロックバスターが1990年代以降に量産された背景には、アメリカ合衆国の新薬承認制度の緩和と積極的な宣伝活動が貢献した。日本の新薬承認制度とは異なり、アメリカ合衆国の新薬承認はかなり早く、平均して1年程度で審査が終わるという迅速な審査を行う。この迅速な審査は1992年に制定されたユーザー・フィー制度の導入によって実現された。これは、有効な薬をより早く患者の元へ届けることを狙ったものである。また、新薬の効果としても、従来発売されていた薬と比較して、少しでも優秀であれば新薬として承認されるという比較的緩やかな基準を元に新薬が発売されていた。
こういった制度の緩やかさを背景に、莫大な利益を生み出すブロックバスターが続出することとなる。
さらに、ブロックバスター発売後も各企業は情報宣伝活動に力を入れ、新たな治療分野を築いてきた。日本では法律で禁止されている処方箋医薬品の一般（患者）向けテレビコマーシャルもアメリカ合衆国では認可されており、消費者(患者)に頻繁に新薬の魅力を訴え続ける戦略を展開していた。発売後も継続的に多額の広告費を投じることによって、意図的にブロックバスター化させるというビジネスモデルが作られ、必然的に投入する資金に余裕のある大企業が、ブロックバスターを多く抱えるという結果となった。
こういったマッチポンプに近い広告手法に力を入れた結果、それまでは病気だと思われていなかった症状(高血圧や高脂血症など)が『重要な病気』として認識されることで患者数が増え、ブロックバスターがますます使用され、より売上が伸びるという企業側にとっての好循環を生み出した。

## 問題点
医薬品への特許権の付与（1960年代）が、ブロックバスターを開発できるための状況を作り出した。
1990年代から医薬品の特別感は増大してきたが、一方で新薬がもたらす利益は、既存の薬と比べてごくわずかでしかないことを独立機関が示してきており、既存の安価な薬のコピーを『ブロックバスター』とすることができるようになった。
1970年代末までには、多国籍で臨床試験が実施されるようになり、新薬の効果が示されるには、より大きな試験が必要となっているということである。副作用のような潜在的な有害性を明らかにするには、大規模であることが必要だが、効力が明らかであるなら、本来は小規模な試験で統計的に有意な差が示される。
また、このことで副作用などの情報を知ろうとデータを求めても、実施した施設以外のデータは企業の本社などに置かれ、データへのアクセスは困難となった。さらには実在しない患者まで含まれるようになり、抗うつ薬や抗精神病薬の臨床試験に、そうした患者を含めたことで、1996年にはリチャード・ボリスンとブルース・ダイアモンドは実刑を受けた。
ブロックバスター開発の大きな転機となったのは、ロフェコキシブ（商品名：バイオックス）の副作用問題からである。この薬は選択的COX-2阻害薬と呼ばれる新種の鎮痛剤で、既存の非ステロイド性抗炎症薬特有の消化器への副作用が少ないことから、発売からわずか5年で年商25億米ドルを突破していた。続いて、バイオックスを開発したメルク社（日本ではMSD）は、ある会社を雇ってゴーストライターを使って一連の論文を出し、副作用に関する重要なデータも隠蔽したことが明らかとなった。
しかし、発売後に行われた追加の臨床試験によって、バイオックスを服用した患者は服用しない患者と比較して、心疾患のリスクが2倍以上になるという予期しない結果が発表され、2004年に市場から回収、発売中止となった。バイオックスは安全で画期的な薬だとして、発売していたメルクが大規模な広告戦略を展開していたため、この発表にアメリカ中が騒然となり、一種の薬害としてアメリカ全土を巻き込む社会問題となった。
アメリカ食品医薬品局 (FDA) によると、服用によって2万人以上が心臓発作や死亡につながったとされ、8万人から13万人が何らかの障害を受けたのではないかと説明している。2万件以上もの集団訴訟が提訴され、アメリカの製薬業界は、薬の効果よりも自社の利益を優先してきたのではないかと批判され、新薬の承認を審査するFDAに対しても、承認審査が甘かったのではないかという批判が行われた。
また、同様の薬は他にもあるのではないかという大々的な報道も行われ、バイオックス以外のブロックバスターも、発売中止や重大な注意喚起が行われるという事態に発展した。

## ブロックバスターの現状
バイオックスの副作用問題発覚以降、FDAは新薬の承認に対してより厳格な姿勢を見せ、製薬企業も新薬開発により慎重になったといわれる。2006年には、年商200億ドル以上の超大型医薬になると期待された、ファイザーのトルセトラピブ（コレステリルエステル転送タンパク質阻害薬、いわゆる善玉コレステロールを増やす）の開発が中断となり、大きな衝撃を与えた。
また新薬開発の標的となるタンパク質も枯渇傾向にあるため、研究開発費も高騰し大企業でも特許期間中に費用を回収するのが難しくなっていることから、今後ブロックバスターとなるほどの新薬は出にくくなるのではという見方が強い。2010年前後に、多くのブロックバスターは一斉に特許切れを迎える2010年問題に対処するため、各社は莫大な資金を投じているが、2018年にはアステラス製薬と大正製薬が薬価の引き下げの影響も重なり、早期退職の募集を始めるなど、次のブロックバスターを開発できなかった会社の経営が悪化した。ブロックバスターは特許切れで後発医薬品が市場に出回ると崖から落ちるように急激な減収となることから、この問題を「パテントクリフ（特許の崖）」と呼ぶ。次のブロックバスターが開発できなければ企業価値が戻らないことから、三菱ケミカルグループは傘下の田辺三菱製薬のブロックバスターであるラジカヴァの特許が切れる前にベインキャピタルへ売却した。
既知の病気のみならず、未だ有効な治療薬がない分野や、患者の治療満足度が低い分野に対して注力して、研究開発することが重要である。このような治療薬が無い、あるいは有効な治療薬が強く望まれている治療領域をアンメット・メディカル・ニーズ(Unmet Medical Needs)と呼び、エイズ、がん、認知症、精神障害、アレルギー疾患などの充分な治療薬がない分野への新薬の投入が望まれている。
一例として、アンメット・メディカル・ニーズと言われていた2型糖尿病治療薬に対して、メルクが開発・発売したDPP-4阻害薬シタグリプチン（商品名：ジャヌビア）は発売後順調に売上げを伸ばし、ブロックバスターの仲間入りを果たしている。また、抗インフルエンザ薬・オセルタミビル（商品名：タミフル）の開発元で知られたギリアド・サイエンシズは、C型肝炎を根治できる治療薬として、ソホスブビル （商品名：ソバルディ）とレジパスビル（商品名：ハーポニー）を、相次いで自社ブランドで発売。ベンチャー企業から、有力な製薬会社として名前を挙げられるようになった。